# Eisenbahnen und Verkehrsbetriebe Elbe-Weser

Voormalig logo van EVB

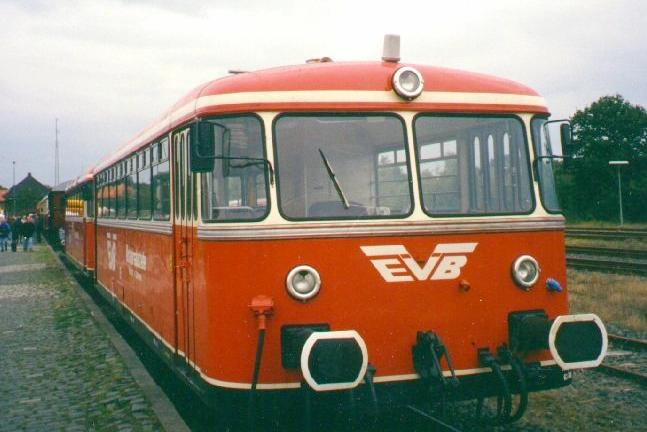
Railbus van de EVB

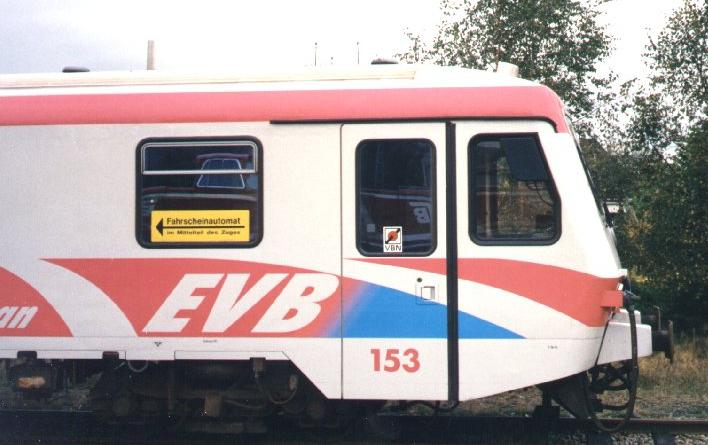
EVB VT 150

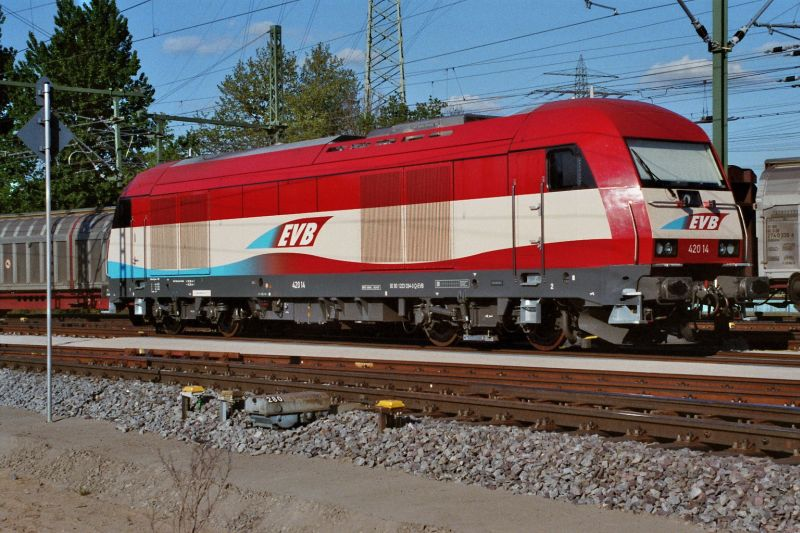
Diesellocomotief van de EVB in Hamburg-Waltersdorf

De Eisenbahnen und Verkehrsbetriebe Elbe-Weser GmbH, afgekort tot EVB of evb. (vrij vertaald: Spoorwegen en Vervoersmaatschappij Elbe-Wezer BV) is een vervoersmaatschappij in de Elbe-Wezer-driehoek bekende deel van Nedersaksen met het hoofdkantoor in Zeven in het stationsgebouw van station Zeven Süd. Het spoorwegbedrijf, dat ook spoorlijnen beheert, is ook een vervoerder met het hoofdkantoor in Bremervörde.

## Exploitatie

### Busvervoer
De EVB verzorgt op 32 openbaar vervoerslijnen het busvervoer in de Landkreisen Rotenburg (Wümme), Stade, Osterholz, Harburg en de stad Bremen.

### Spoorvervoer
De EVB verzorgt het reizigersvervoer op de spoorlijn Bremerhaven-Wulsdorf - Buchholz (KBS 122). Door de introductie van metronom op de spoorlijn Lehrte - Cuxhaven en de verlenging van de Hamburgse S-Bahnlijn 3 tot Stade is Buxtehude het overstapstation geworden. Samen met de Deutsche Bahn verzorgt de EVB het vervoer op de spoorlijn Bremerhaven - Cuxhaven onder de naam Nordseebahn. Rond de dienstregelingswisseling van december 2011 is de EVB alleen verantwoordelijk voor het vervoer op die spoorlijn. Als toeristische attractie rijdt de EVB onder de naam Moorexpress. Met historisch materieel, tussen Bremen en Stade, wordt door de EVB geëxploiteerd. Daarnaast verzorgt de EVB het goederenvervoer over eigen netwerk. Door de overname van een meerderheidsbelang in de Mittelweserbahn, breidde EVB zijn zeehaven-achterlandvervoer uit over heel Duitsland en daarbuiten. Eind 2014 werd ook de directe verbinding tussen Rotenburg (Wümme) en Verden, die in het weekend naar Minden rijdt (RB 76), door treinen van de EVB gereden.

## Spoorlijnen
Als spoorwegbeheerder is de EVB verantwoordelijk voor 261 kilometer spoor, die uit enkelsporige lokale lijnen bestaat. Tevens zorgt de EVB ook voor de treindienstleiding waar de EVB het beheer over heeft. Het gaat om de volgende spoorlijnen:
- Spoorlijn Bremerhaven-Wulsdorf - Buchholz;
- Spoorlijn Buxtehude - Harsefeld;
- Spoorlijn Bremervörde - Osterholz-Scharmbeck;
- Bremervörde - Rotenburg (Wümme);
- Spoorlijn Hesedorf - Stade;
- Spoorlijn Wilstedt - Tostedt;
- De lijn tussen Wilstedt en Zeven is verkocht en wordt gebruikt voor draisines.

De spoorlijn tussen Harsefeld en Hollenstedt werd in 2006 afgebroken. Wat begon in 2004 met het afbreken van de stamlijn in Harsefeld voor een verbindingsboog voor het autoverkeer, had uiteindelijk consequenties voor de rest van de spoorlijn. Al ongeveer vijf kilometer van de spoorlijn tussen Harsefeld en Beckdorf werd verwijderd. De sporen tussen Rotenburg en Brockel werden in 2007 verwijderd.

## Geschiedenis
De EVB is op 1 januari 1981 ontstaan uit de fusie van de Bremervörde-Osterholzer Eisenbahn GmbH (netwerk van 48 km) en de Wilstedt-Zeven-Tostedter Eisenbahn GmbH (netwerk van 63,5 km). In 1991 kwamen daar de door de Deutsche Bundesbahn geëxploiteerde zijlijnen in de driehoek Bremerhaven, Bremen en Hamburg (de zogenaamde "Natte Driehoek") erbij: de overblijvende resten van de voormalige spoorlijnen Bremervörde-Walsrode, Bremerhaven-Buchholz en Hesedorf-Stade. Hierdoor werd de EVB, met 286 kilometer, de een na grootste Duitse private spoorwegonderneming (na de Osthannoverschen Eisenbahnen (OHE)). In 1993 fuseerde de EVB met de Buxtehude-Harsefelder Eisenbahn.
Het reizigersverkeer op de spoorlijn Bremerhaven-Stade werd afhankelijk bedient met railbussen, maar dit werd snel vervangen door treinstellen van het type Baureihe 628. Deze treinstellen werd gebruikt op 1993 op de nieuwe treindienst Bremerhaven-Hamburg-Neugraben, het reizigersverkeer tussen Bremervörde en Stade werd stilgelegd.
Vanaf 14 december 2003 tot 10 december 2011 reed de EVB in opdracht van de Deutsche Bahn (DB), onder de naam "Nordseebahn", treinen tussen Bremerhaven en Cuxhaven. Hiervoor werden LINT treinstellen ingezet. Op 11 december 2011 werd de EVB eindverantwoordelijk voor de treindiensten op dit traject, maar niet eigenaar van de infrastructuur.
In het jaar 2005 werd de busmaatschappij von Ahrentschildt uit Lilienthal door de EVB overgenomen.
In de jaren 2000 tot 2003 is het goederenverkeer per spoor sterk gekrompen, waardoor op diverse spoorlijnen (bijv. Wilstedt-Zeven-Tostedt en Rotenburg-Brockel) het treinverkeer werd gestaakt. Hierdoor concentreert de EVB zich op het reizigersvervoer tussen Cuxhaven, Bremerhaven, Bremervörde, Buxtehude en Hamburg evenals het goederenverkeer met containers tussen Hamburg, Bremen en Bremerhaven. In een coöperatie met andere maatschappijen werden goederentreinen naar Zuid-Duitsland gereden.
Op enkele spoorlijnen biedt de EVB een dienstregeling met museummaterieel aan. Een voorbeeld hiervan is de Moorexpress van Stade via Bremervörde naar Osterholz-Scharmbeck. Vanaf 29 april 2006 rijden de treinen verder naar Bremen.
De EVB heeft een belang samen met de Hamburger Hochbahn AG, de Bremer Straßenbahn AG en de OHE in metronom in Uelzen. Metronom rijdt Regional-Expresstreinen op de lijnen Bremen-Hamburg, Hamburg-Uelzen, Uelzen-Hannover-Göttingen en Hamburg-Cuxhaven en vanaf eind 2007 ook Regionalbahntreinen op de lijnen Hamburg-Tostedt en Hamburg-Lüneburg.
Op 20 september 2010 had de EVB een meerderheidsbelang in het goederenvervoer van de Mittelweserbahn overgenomen. De resterende minderheidsbelang werd op 31 augustus 2013 door de EVB overgenomen.

## Aandeelhouders
De volgende aandeelhouders hebben een belang in de EVB:
- Deelstaat Nedersaksen: 58%
- Landkreis Rotenburg (Wümme): 14,171%
- Landkreis Stade: 10,681%
- Landkreis Osterholz: 6,156%
- Landkreis Cuxhaven: 5%
- Landkreis Harburg: 3,568%
- Samtgemeinde Zeven: 0,777%
- Gemeente Worpswede: 0,647%
- Stad Bremervörde: 0,5%
- Stad Rotenburg (Wümme): 0,5%

## Belangen
De EVB heeft in de volgende maatschappijen een belang:
- metronom Eisenbahngesellschaft, Uelzen. De NiedersachsenBahn GmbH heeft een belang van 69,9% in metronom. In de NiedersachsenBahn heeft de EVB een belang van 40%;
- Mittelweserbahn, Bruchhausen-Vilsen;
- Busbedrijf von Ahrentschildt, Lilienthal;
- KVG Stade (Kraftverkehr GmbH & Co. KG), Stade;
- NTT 2000 (Containertransporteur, samen met Acos Transport Helmut Frank GmbH en Eurogate Intermodal GmbH);
- NeCoSS (Containertransporteur, bij de instap van de aandeelhouder Pöhland Containerlogistik GmbH uit Hof op 1 januari 2010 heeft de EVB een belang van 25,1%, Contargo GmbH & Co. KG uit Duisburg 26%, Acos Transport Helmut Frank GmbH uit Bremen 25,1% en Pöhland 23,8%)[7]
- Jade-Weser-Bahn GmbH i.G. (samen met de WeserBahn GmbH)[8]

## Materieelpark
Voor het reizigersvervoer bezit de EVB de volgende oude treinstellen namelijk twee Uedinger Schienenbusse met bijwagen. Ook bezit de EVB vijf treinstellen van het type Baureihe 628, drie treinstellen werden in de dienstregeling 2011 aan de NordWestBahn voor de RB 43 in Noordrijn-Westfalen uitgeleend. In december 2003 kreeg de EVB voor de Nordseebahn tussen Bremerhaven - Buxtehude negen treinstellen van het type LINT 41 uit het bestand van concessiebeheerder Nedersaksen ter beschikking. Met de nieuwe concessie voor het regionale verkeer kreeg in 2011 EVB er vijf treinstellen bij, die de oude Baureihe 628 uit de dienstregeling aflosten.
In het goederenvervoer zijn er onder andere zes voormalige Baureihe 211, één Baureihe 219, één Mak G 500 C, één Köf III en vier Siemens ER20. Daarnaast zijn er ook nog zes Bombardier TRAXXF140 AC2 van Railpool gehuurd.
Voor het busverkeer gebruikt EVB bussen van Mercedes-Benz en Setra, onder anderen Setra S 319 NF en Mercedes-Benz Citaro.
Vier treinen type Baureihe 140 werden door de EVB van DB AG gekocht, namelijk: 
- 140 774
- 140 848
- 140 866
- 140 870

## Weblinks
Alle websites zijn in het Duits.
- Website van de EVB
- Overzicht van de treinen van EVB